# Rafiq Mehdiyev
Rafig Mehdiyev (Rafiq Mahmud oğlu Mehdiyev, né le 10 juin 1933 à Nakhtchivan, district de Chahbuz, et mort le 28 novembre 2009 à Bakou) est un grafiste, Peintre du Peuple de l’Azerbaïdjan.

## Études
En 1948-1953, il étudie au  College d'Art Azim Azimzade. En 1953-1958 il poursuit ses études à la faculté du graphisme de l'Institut d'art d'État de Moscou Surikov.

## Parcours professionnel
Il travaille comme enseignant au Collège des Arts nommé d'après A.Azimzade (1962), puis comme doyen à l'Académie des Arts du nom de M.Aliyev, en tant que professeur à l'Académie des Arts d'État d'Azerbaïdjan.
L'artiste, qui travaille dans le domaine du graphisme de livres, dessine des illustrations des œuvres de Djalil Mammadguluzadeh Boîte aux lettres, Enfant barbu, L'histoire du village de Danabash, Gurbanali bey publiés dans différentes années.
Le graphisme des machines joue un rôle important dans son travail. Ses eaux-fortes Soir et Matin (années 1970) reflètent un paysage rural lyrique.
En 1992 Rafig Mehdiyev reçoit le titre d'Artiste Émérite en 1980 et d'Artiste du Peuple. 